# Rachel Mcbride
Rachel Mcbride (28 de marzo de 1978) es una deportista canadiense que compitió en triatlón. Ganó dos medallas de bronce en el Campeonato Mundial de Triatlón de Larga Distancia en los años 2013 y 2016.

## Palmarés internacional
| Campeonato Mundial | Campeonato Mundial             | Campeonato Mundial | Campeonato Mundial |
| Año                | Lugar                          | Medalla            | Prueba             |
| ------------------ | ------------------------------ | ------------------ | ------------------ |
| 2013               | Belfort (Francia)              | Medalla de bronce  | Individual         |
| 2016               | Oklahoma City (Estados Unidos) | Medalla de bronce  | Individual         |